# Gli occhi della vendetta
Gli occhi della vendetta (DaVinci's War) è un film statunitense del 1993 diretto da Raymond Martino. Il film ha avuto un sequel To the Limit del 1995 sempre diretto da Martino e interpretato da Travolta però affiancato da Anna Nicole Smith.

## Trama
L'ex reduce del Vietnam Frank DaVinci, dopo aver assistito impotente al brutale omicidio della sorella e del cognato, coordina un gruppo dei suoi ex compagni del Vietnam che gestiscono insieme a Frank, la comunità cattolica Saint Mary. D'un tratto, gli omicidi aumentano, finché non viene alla luce un presunto assassino, China Smith.